# Banco BV
O Banco BV é um banco brasileiro, constituído na forma de sociedade anônima, com sede na cidade de São Paulo, no estado homônimo. Fundado em 1988 pela empresa Votorantim S/A, com o nome de Banco Votorantim, na época uma Distribuidora de Títulos e Valores Mobiliários (DTVM), o BV abriu suas operações ao público externo em 1991, com ações de investimento e financiamento de capital, o transformando em um banco múltiplo de atacado.
Cinco anos depois, em 1996, nascia a BV Financeira, sua marca de varejo, atuando no segmento de financiamento de veículos. Em 2002, inaugurou uma agência em Nassau, capital das Bahamas. Em 2009, com o estabelecimento de um acordo de parceria estratégica entre a Votorantim S/A e o Banco do Brasil, o BB passou a deter participação equivalente a 50% do capital social total do banco BV, mas com o controle das ações ordinárias nas mãos da Votorantim S/A, por meio da VFin (braço financeiro da Votorantim S/A).
Em 2011, a financeira do Banco BV posicionou-se como o 2º maior player em financiamentos de veículos, com 22% de participação de mercado. No ano seguinte, o BV anunciou o aumento de R$ 2,0 bilhões em seu capital e, em 2018, firmou mais uma parceria estratégica, desta vez com a Neon Pagamentos, investimento que teve como objetivo acelerar o crescimento da fintech Neon e aumentar a presença da marca nas capitais fora do eixo Rio-São-Paulo. Em 2019, foi eleito a 5ª melhor empresa para trabalhar no ranking do Glassdoor, única instituição brasileira e do segmento financeiro entre as top 5. Além disso, ficou em 4º lugar no ranking de Qualidade de Ouvidorias do Banco Central do Brasil. Atualmente, é o 5º maior banco privado do país. Também é a instituição mantenedora de contas digitais como a do aplicativo de cashbacks Méliuz.

## História
O banco BV foi constituído em 28 de setembro de 1988, pela família “Ermírio de Moraes”, como uma Distribuidora de Títulos e Valores Mobiliários (DTVM), sob a forma de sociedade limitada, com a denominação Baltar Distribuidora de Títulos e Valores Mobiliários Ltda, posteriormente alterada para Votorantim Distribuidora de Títulos e Valores Mobiliários Ltda. Em 25 de fevereiro de 1991, tornou-se uma sociedade por ações e obteve, em 12 de agosto do mesmo ano, autorização do Banco Central para funcionar como banco múltiplo, com o nome Banco Votorantim S/A.
Em abril de 1996, constituiu a oferta de crédito, financiamento e investimento para atuação no financiamento de consumidores Pessoa Física. No mesmo ano, passou a operar nas atividades de intermediação pela criação da Votorantim Corretora de Títulos e Valores Mobiliários Ltda (“Votorantim Corretora”). Em 1997, nasceu a BV Leasing Arrendamento Mercantil S.A., tendo como atividade a prática de operações de arrendamento mercantil (“BV Leasing”). Em 1999, surgiu, como subsidiária do banco, a Votorantim Asset Management DTVM Ltda (“BV Asset”) para administração e gestão de fundos.
Em 20 de fevereiro de 2002, obteve licença do Banco Central das Bahamas para realizar operações bancárias naquele país.
Com o intuito de ampliar a oferta de produtos e serviços aos clientes, em 2 de agosto de 2007, fundou a Votorantim Corretora de Seguros S.A. para atuação no mercado de corretagem de seguros.
Em janeiro de 2009, estabeleceu uma parceria com o Banco do Brasil, a segunda maior instituição financeira da América Latina, que adquiriu um dos maiores conglomerados industriais do mundo, 49,99% do capital votante, correspondente a 50% do capital social total do banco BV. A parceria foi firmada com foco estratégico e visão de longo prazo, permitindo a exploração de oportunidades de negócios em diversos segmentos.
Em 2012, os acionistas decidiram realizar um aumento do capital social do banco no montante de R$ 2,0 bilhões, após um período de crise de inadimplência.
Desde 2014, o BV tem ampliado investimentos em tecnologia e dados, na mudança da cultura corporativa e na diversificação dos negócios para tornar-se um banco cada vez mais conectado com o ecossistema de fintechs e startups. A trajetória de inovação do banco vem sendo implementada por investimentos diretos e/ou parcerias estratégicas com sociedades, o que diversifica os negócios e impulsiona a transformação digital da instituição. Nesse contexto, em 2016, realizou aporte no fundo BR Startups, que possuía investimentos em diversas empresas, entre elas “Quero Quitar”, “Yalo”, “Olivia” e “Carflix”.
Durante o ano de 2017, foram estabelecidas parcerias com o “Portal Solar” e “Guiabolso” e, em 2018, com a “Yalo”, “Olivia”, “Avonale” e “Weel”, além de aporte no fundo “Monashees”. Também em 2018, foi criado o BV Lab, laboratório de inovação dedicado a conectar o banco BV com novas tecnologias e melhorar a experiência dos usuários.
Em maio de 2018, foi divulgado o início de uma nova parceria estratégica com a Neon Pagamentos, pela qual o BV assumiu os serviços de custódia e movimentação das contas de pagamento da fintech Neon. As partes se comprometeram a desenvolver um conjunto de iniciativas no mercado de banco digital, mantendo independência nas operações.
Ainda em 2018, houve a integração das atividades da Votorantim Corretora com a BV Asset, passando a BV Asset a atuar adicionalmente como participante de negociação pleno admitido na B3. No final do mesmo ano, a BV Leasing apresentou ao Banco Central do Brasil pedido de autorização para alterar seu objeto social e natureza, a partir da inclusão de carteira comercial, para que o conglomerado passasse a contar com dois bancos múltiplos em seu grupo econômico, possibilitando a segregação da atuação de banco comercial digital da atuação de banco comercial tradicional.
Em 2019, foi comunicada a mudança de marca de Banco Votorantim para banco BV, com reestruturação da identidade visual.

## Prêmios e reconhecimentos
- O BV registrou o 5º lugar no ranking dos 50 Melhores Lugares para Trabalhar de 2020 pela seleção do Glassdoor, um dos maiores sites de vagas e recrutamento do mundo.
- 2020 (ALAS20): A BV asset foi reconhecida pela Agenda de Líderes Sustentáveis 2020 (ALAS20) na categoria “Instituição Líder em Investimento Responsável”. O prêmio promove ativamente o desenvolvimento sustentável no mercado de capitais da América Latina.
- Troféu Jatobá PR: o banco BV recebeu o prêmio de Excelência e Inovação em PR, um dos mais tradicionais do Brasil, na categoria "Pesquisa". O reconhecimento foi conquistado com o case @ComunicaçãoNaTransformação – Diagnóstico e Planejamento de Comunicação Interna para o Banco Votorantim, conduzido pela agência 4CO | Cappellano & Carramenha Comunicação e Cultura Organizacional.
- Troféu ouro no XIX PrêmioABT: o BV ganhou o troféu ouro no XIX Prêmio ABT (Associação Brasileira de Telesserviços) na categoria Gestão da Qualidade, com o case "Close the Loop: Transformando a Jornada do Cliente em um Relacionamento de Longo Prazo".
- Selo “Empresa Amiga do Legado das Águas”: o banco recebeu o selo “Empresa Amiga do Legado das Águas”, atribuído a quem adota iniciativas para a conservação da Mata Atlântica.
- 150 Melhores Empresas para Trabalhar, do Great Place to Work® Brasil: está entre as 5 primeiras empresas na categoria Instituições Financeiras e ocupa a 26ª posição entre as maiores do mercado Brasileiro.
- Customer Experience do Prêmio Smart Customer 2019: a célula de atendimento “close the loop” avalia de forma exclusiva cada um desses casos, desde sua identificação por meio de pesquisa de NPS (Net Promoter Score) até a sua conclusão. Essa frente se tornou um case de mercado e recebeu o ouro na categoria Customer Experience do Prêmio Smart Customer 2019, que anualmente reconhece as melhores práticas de relacionamento.
- Prêmio ABT e Abrarec: o uso que o banco tem feito da inteligência artificial no atendimento ao cliente foi premiado duas vezes. O primeiro reconhecimento veio por meio do Prêmio ABT 2018, na categoria Inovação em Processos. Já o segundo ocorreu com o Prêmio Abrarec 2018, entregue à Ouvidoria pela Associação Brasileira das Relações Empresa Cliente. Outra grande conquista foi o encerramento do ano de 2018 como o quarto melhor banco no ranking de reclamações do Banco Central do Brasil.
- S&P Global Ratings: o BV recebeu a classificação "AMP-1" (Muito Forte) da S&P Global Ratings. De acordo com o documento divulgado pela agência, a nota reflete a opinião sobre as práticas de administração de recursos de terceiros e é a mais alta dentro da escala da S&P Global Ratings.

### Apoio ao esporte
O apoio ao esporte foi lançado em novembro de 2018, com o objetivo de promover a inclusão social por meio do esporte-educação, com seis projetos que coroam a trajetória de brasileiros consagrados na área.
A iniciativa é realizada em parceria com seis grandes atletas brasileiros que fizeram história no Brasil e no mundo: Ana Moser e Flávio Canto, responsáveis por dois dos principais projetos socioesportivos do país, Instituto Esporte&Educação e Instituto Reação, respectivamente; os projetos de Marcelinho Machado (M4 nas Escolas); Mauro Menezes (Instituto Próxima Geração) e Serginho Escadinha.
Com o skatista Bob Burnquist, o primeiro ano da parceria visou à reforma de pistas públicas no país e a instalação de kits modulares de obstáculos em escolas públicas. Neste segundo ano, a parceria rendeu a criação do Instituto Bob Burnquist. Desde 2018, o banco ampliou sua presença no esporte com a construção da unidade de Cuiabá (MT) do Reação, que tem o judoca David Moura como embaixador. O BV também passou a patrocinar quatro dos principais representantes da nova geração do skate brasileiro: Murilo Peres, Yndiara Asp, Kelvin Hoefler e Rayssa Leal, além de apoiar etapas do Circuito Mundial de Park e Street, realizadas em São Paulo, em 2019.